# Chasing Mavericks
Pour les articles homonymes, voir Mavericks (homonymie).
Pour plus de détails, voir Fiche technique et Distribution.
Chasing Mavericks ou À la poursuite de Mavericks au Québec est un film américain réalisé par Curtis Hanson et Michael Apted et sorti en 2012. Il s'agit d'un film biographique sur le surfeur Jay Moriarity.
Le film ne rencontre pas le succès, aussi bien critique que commercial.

## Synopsis

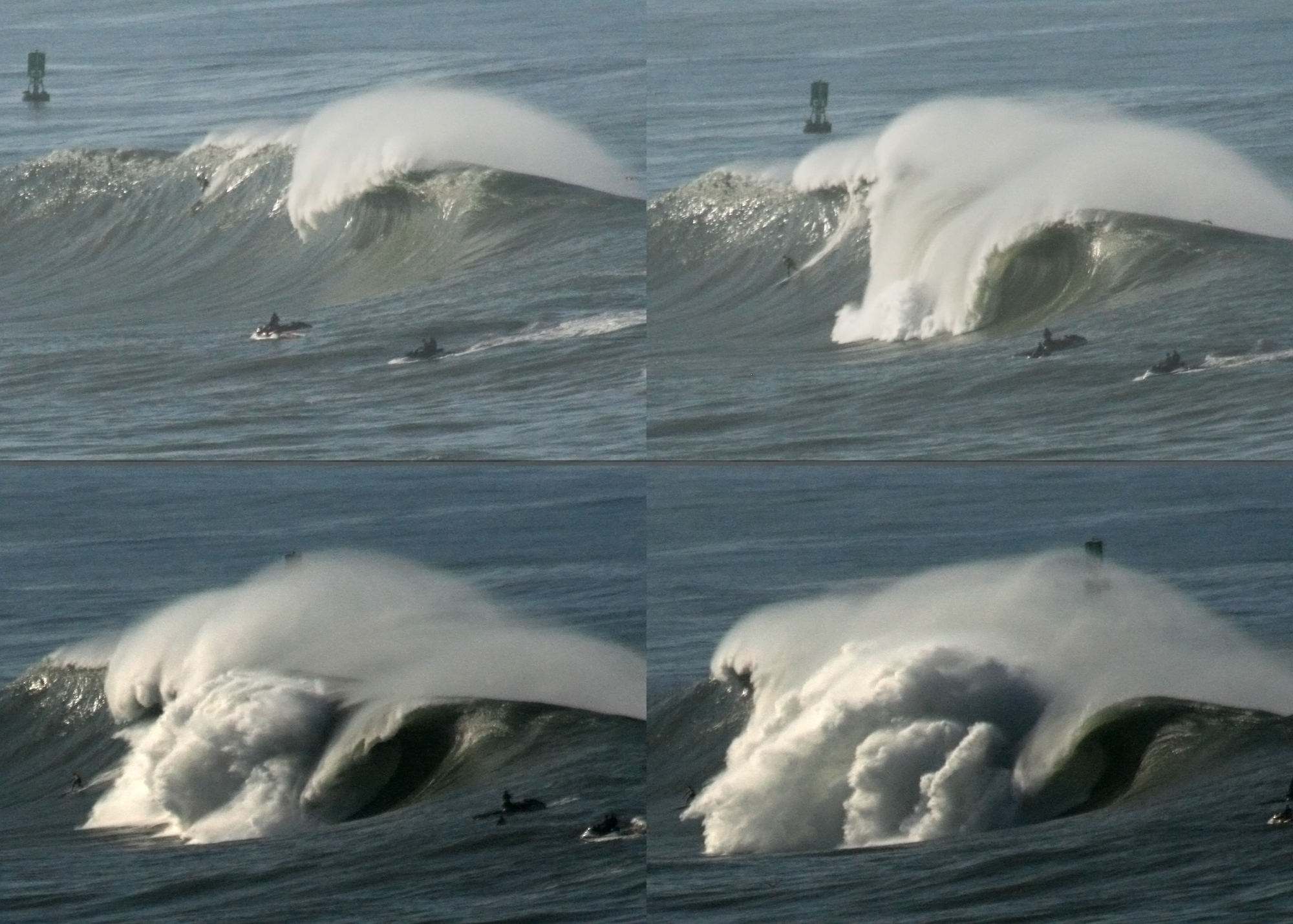
Le break de Mavericks

En 1987 à Santa Cruz en Californie, Jay Moriarity — alors âgé de 8 ans — est sauvé de la noyade par le surfeur Frosty Hesson. Ce dernier va lui enseigner la pratique de ce sport. À l'âge de 15 ans, Jay découvre que le mythique spot de Mavericks, où se forme l'une des plus grosses vagues du monde, se situe près de chez lui. Frosty, la légende locale, va l'aider à s'y mesurer. Alors qu'ils se préparent à réaliser l'exploit de dompter l'une des plus dangereuses vagues qui soit, une amitié unique se noue entre Jay et Frosty, qui va transformer leur vie bien au-delà du domaine du surf.

## Fiche technique
Sauf indication contraire, les informations mentionnées dans cette section peuvent être confirmées par la base de données cinématographiques IMDb,  présente dans la section « Liens externes ».
- Titre original et français : Chasing Mavericks
- Titre québécois : À la poursuite de Mavericks
- Titre de travail : Of Men and Mavericks[1]
- Réalisation : Curtis Hanson et Michael Apted
- Scénario : Kario Salem, d'après un sujet de Jim Meenaghan et Brandon Hooper
- Musique : Chad Fischer
- Direction artistique : Ida Random (en)
- Décors : Chad Owens
- Costumes : Sophie Carbonell
- Photographie : Oliver Euclid	et Bill Pope
- Montage : John Gilbert
- Production : Mark Johnson, Curtis Hanson, Brandon Hooper et Jim Meenaghan
- Sociétés de production : Fox 2000 Pictures et Walden Media
- Société de distribution : 20th Century Fox (États-Unis et France)
- Budget : 20 millions de dollars[2]
- Pays de production :  États-Unis
- Langue originale : anglais
- Format : couleur - 35 mm - 2,35:1 - son Dolby numérique
- Genre : drame biographique
- Durée : 116 minutes
- Dates de sortie
  - États-Unis : 26 octobre 2012
  - France : 28 novembre 2012

## Distribution
- Gerard Butler (V. F. : Éric Herson-Macarel ; V. Q. : Daniel Picard) : Frosty Hesson
- Jonny Weston (V. F. : Adrien Larmande ; V. Q. : Jean-Philippe Baril Guérard) : Jay Moriarity
- Elisabeth Shue (V. F. : Rafaèle Moutier ; V. Q. : Johanne Léveillé) : Kristy Moriarity
- Abigail Spencer (V. F. : Céline Mauge ; V. Q. : Stéfanie Dolan) : Brenda Hesson
- Leven Rambin (V. F. : Noémie Orphelin ; V. Q. : Kim Jalabert) : Kim Moriarty
- Taylor Handley (V. F. : Yoann Sover ; V. Q. : Hugolin Chevrette) : Sonny
- Cooper Timberline (V. F. : Valentin Cherbuy ; V. Q. : Xavier Laplante) : Jay jeune
- Devin Crittenden (V. F. : Olivier Martret ; V. Q. : François-Nicolas Dolan) : le blond
- Harley Graham (V. F. : Alice Orsat) : Kim, jeune
- Maya Raines (V. Q. : Célia Gouin-Arsenault) : Roquet
- Christopher Sweeney (V. Q. : Martin Desgagné) : Eli
- Scott Eastwood : Gordy (non crédité au générique)

Sources et légendes : Version française (V. F.) sur RS Doublage et sur AlloDoublage ; Version québécoise (V. Q.) sur Doublage.qc.ca

## Production

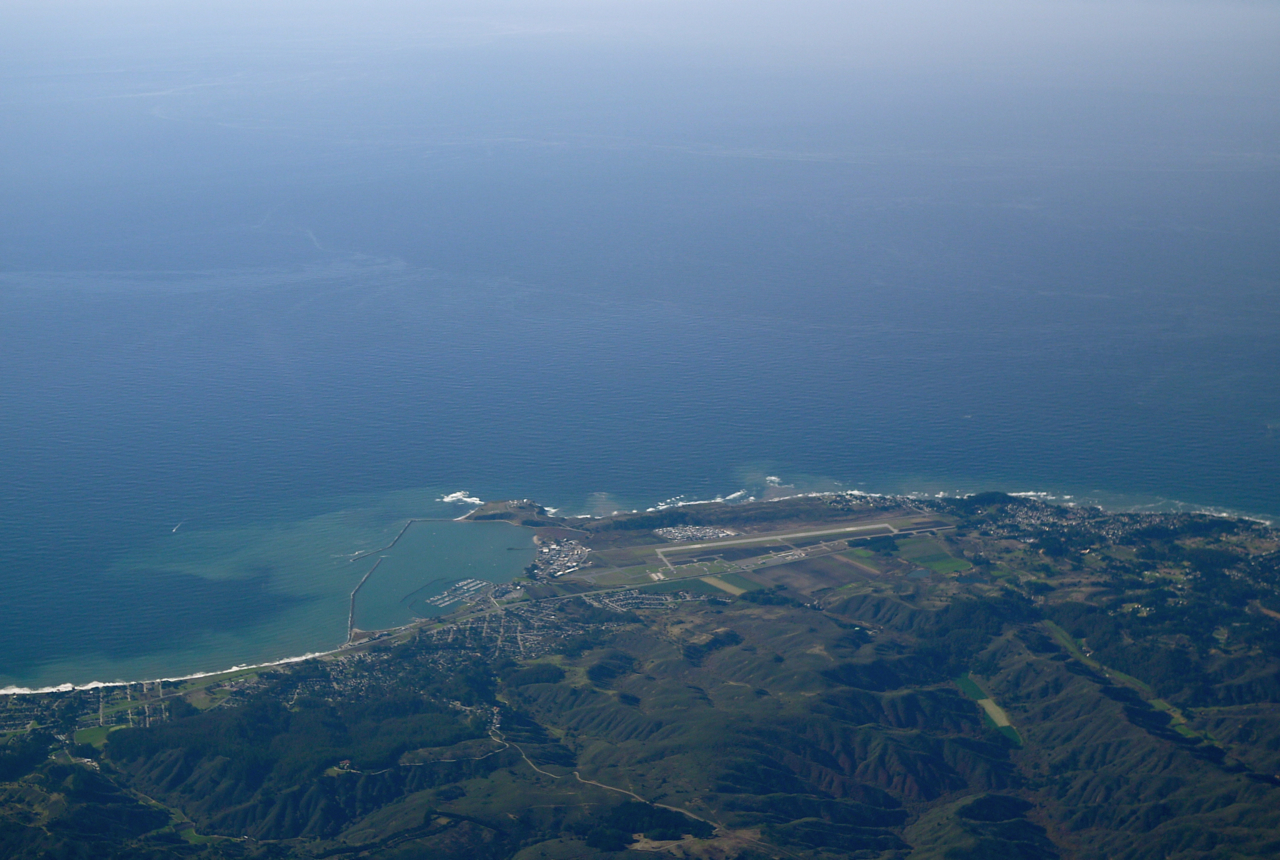
Half Moon Bay

Le film s'inspire de l'histoire de Jay Moriarity, devenu célèbre en surfant sur Mavericks à seulement 15 ans.
Ce film est l'une des premières expériences de Jonny Weston. Il a été choisi via un casting vidéo organisé sur Internet. 
Le tournage a lieu d'octobre à décembre 2011. Il se déroule en Californie : Half Moon Bay, Santa Cruz (notamment le Santa Cruz Beach Boardwalk), Pacifica et San Mateo. Plusieurs caméras (des RED Epics) seront perdues en mer lors de tournage de séquences aquatiques. Gerard Butler a quant à lui frolé la mort et a été secouru de justesse par un sauveteur. Il est ensuite été hospitalisé pour quelques contusions,.
En cours de tournage, Curtis Hanson a dû s'absenter du plateau à la suite d'une opération chirurgicale. C'est Michael Apted qui l'a remplacé pour les 15 derniers jours de tournage.  Trop souffrant, Curtis Hanson ne pourra pas non plus assumer ses fonctions durant la postproduction. 

## Accueil

### Critique
Le film reçoit des critiques mitigées de la part de la presse. Sur l'agrégateur américain Rotten Tomatoes, il récolte 33% d'opinions favorables pour 82 critiques et une note moyenne de 4,9⁄10. Le consensus suivant résume les critiques compilées par le site : « "C'est doux, gentil et d'une modeste affabilité, mais Chasing Mavericks est finalement pris au piège par un scénario peu convaincant et un manque d'énergie déconcertant ». Sur Metacritic, il obtient une note moyenne de 45⁄100 pour 27 critiques.
Le célèbre critique américain Roger Ebert a fait l'éloge du film en déclarant que Chasing Mavericks est fait avec plus de soin et d'intelligence que bien d'autres films commençant de la même facon : « C'est mieux que la plupart des films destinés aux adolescents ».
En France, le film obtient une note moyenne de 2⁄5 sur le site AlloCiné, qui recense 9 titres de presse.

### Box-office
Le film est un échec au box-office avec seulement 7,9 millions de dollars récoltés.
| Pays ou région    | Box-office     | Date d'arrêt du box-office | Nombre de semaines |
| ----------------- | -------------- | -------------------------- | ------------------ |
| États-Unis Canada | 6 002 756 $    | 17 janvier 2013            | 12                 |
| France            | 28 753 entrées |                            | -                  |
| Total mondial     | 7 942 116 $    | -                          | -                  |

## Commentaire
Il s'agit du dernier film réalisé par Curtis Hanson. Souffrant de dégénérescence lobaire frontotemporale, il préfère prendre sa retraite après ce film. Il est mort en 2016.